# Peco Bauwens
Peter Joseph 'Peco' Bauwens (Colonia, 24 dicembre 1886 – Colonia, 24 novembre 1963) è stato un calciatore e arbitro di calcio tedesco, di ruolo attaccante.